# Baalrog sbordonii
Espèce
Synonymes
- Schizomus sbordonii Brignoli, 1973
- Stenochrus sbordonii (Brignoli, 1973)

Baalrog sbordonii est une espèce de schizomides de la famille des Hubbardiidae.

## Distribution
Cette espèce est endémique du Veracruz au Mexique,. Elle se rencontre à Paraje Nuevo dans la grotte Cueva del Ojo de Agua Grande, à Tepatlaxco dans la grotte Cueva del Cabrito et à Tezonapa.

## Systématique et taxinomie
Le mâle décrit par Cokendolpher et Reddell en 1984 appartient à l'espèce Baalrog yacato.

## Étymologie
Cette espèce est nommée en l'honneur de Valerio Sbordoni.

## Publication originale
- Brignoli, 1973 : Note sulla morfologia dei genitali degli Schizomidi e diagnosi preliminari di due nuove specie del Messico. (Arachnida.Schizomida). Fragmenta Entomologica, no 91, p. 1-9.